# Phagodynamometer

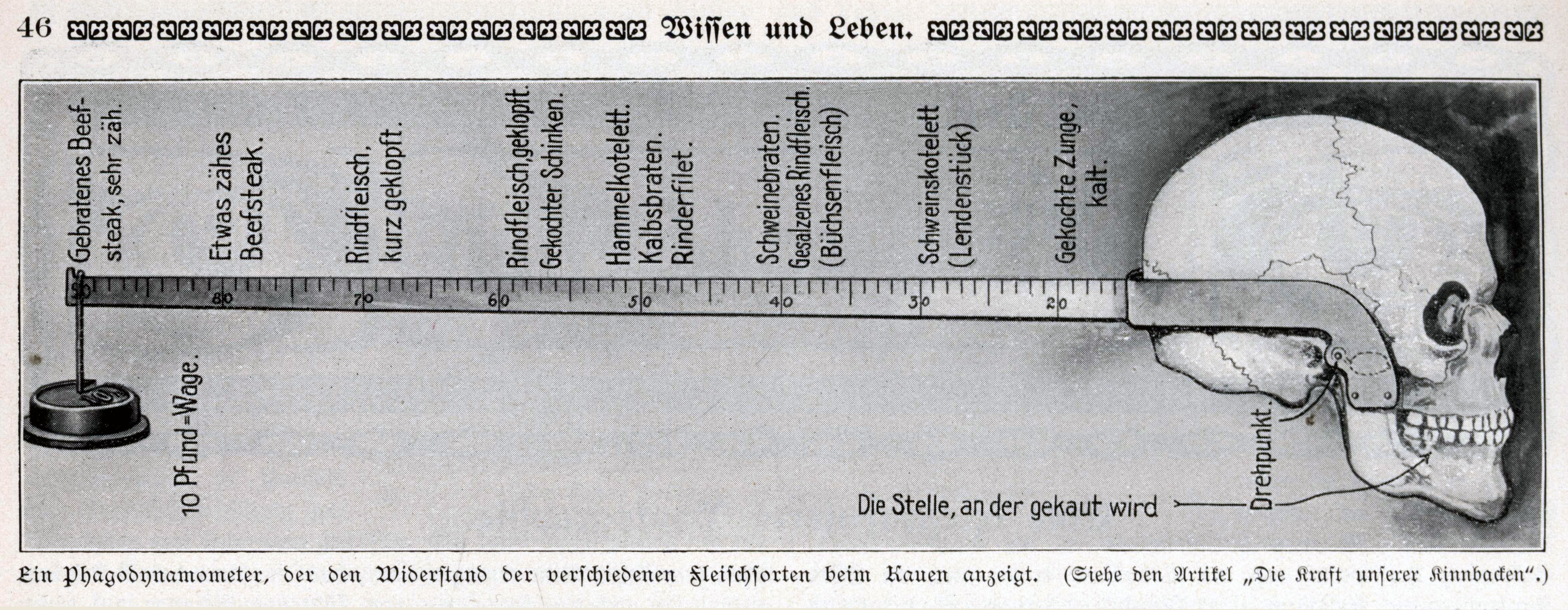
Phagodynamometer aus Wissen und Leben (Beilage zu Reclams Universum Heft 25, 28. Jahrgang 1912), S. 46

Ein Phagodynamometer (zu griechisch phago ‚essen‘ und dynamis ‚Kraft‘) ist ein Gerät, das den Widerstand unterschiedlicher Nahrungsmittel beim Kauen misst.

## Beschaffenheit
Das Instrument ist eine Erfindung von Greene Vardiman Black und wurde 1895 erstmals gezeigt. Es besteht aus zwei entgegengesetzten okklusalen Oberflächen und simuliert den oberen und unteren Muskel der Kaumuskulatur.